# Новосветловка (Северо-Казахстанская область)
Новосветловка (каз. Новосветловка) — село в Айыртауском районе Северо-Казахстанской области Казахстана. Входит в состав Гусаковского сельского округа. Код КАТО — 593239800.

## Население
В 1999 году население села составляло 817 человек (375 мужчин и 442 женщины). По данным переписи 2009 года, в селе проживало 564 человека (276 мужчин и 288 женщин).